# Фани Бърни
Франсес (Фани) Бърни (на английски: Frances Burney) е английска писателка и драматург, считана за предвестник на основни литературни фигури като Джейн Остин и Уилям Текери.

## Творчество
Бърни е авторка на 4 романа, 8 пиеси, биография и 20 тома дневници и лична кореспонденция. Основна тема в творчеството ѝ е животът на английската аристокрация, като през призмата на сатирата са представени не само обществените и личните слабости на дворянството, но се поставят и основни въпроси за ролята на жената в обществото.
Романите ѝ се радват на изключителна популярност дори сред творци като Самюел Джонсън, Едмънд Бърк, Хестър Линч Трейл и Дейвид Гарик. Джейн Остин взема заглавието на първия си роман „Гордост и предразсъдъци“ от последните страници на „Сесилия“. Текери използва дневниците на Бърни при създаването на „Панаир на суетата“.
След смъртта на Бърни произведенията ѝ са засенчени от дневниците и кореспонденцията ѝ, публикувани посмъртно през 1841 г. и представящи подробна картина на живота и ролята на жената през 18 век. 

### Романи
- The History of Caroline Evelyn (Историята на Каролайн Ивлин), (ръкопис унищожен, 1767.)
- Евелина или Дебютът на една млада дама (Evelina: Or The History of A Young Lady's Entrance into the World); London: Thomas Lowndes, 1778.
- Сесилия или Спомените на една наследница (Cecilia: Or, Memoirs of an Heiress, 1782.
- Камила или Портрет на младостта, (Camilla: Or, A Picture of Youth) 1796.
- Скитникът или Женски трудности (The Wanderer: Or, Female Difficulties), London: Longmans, 1814.

### Пиеси
- The Witlings, 1779 (сатирична комедия).
- Edwy and Elgiva, 1790, (поетична трагедия). Първо и единствено изпълнение: на сцената на Друри Лейн на 21 март 1795 г.
- Hubert de Vere, 1788 – 91? (поетична трагедия).
- The Siege of Pevensey, 1788 – 91? (поетична трагедия).
- Elberta, 1788 – 91? (поетична трагедия).
- Love and Fashion, 1799 (сатирична комедия).
- The Woman Hater, 1800 – 1801 (сатирична комедия).
- A Busy Day, 1800 – 1801 (сатирична комедия).